# Geomagnetisk substorm
En geomagnetisk substorm, ofta bara benämnd substorm, är ett rymdväderfenomen i jordens magnetosfär då energi som under en längre tid (timmar) lagrats i magnetfältet frigörs på några minuter. Substormar ger bland annat upphov till ståtliga polarskensutbrott, och beteckningen norrskensutbrott används ibland som synonym till substorm. Även andra planeters magnetosfärer uppvisar substormar.
Begreppet substorm infördes 1964 av den japansk-amerikanske rymdfysikern Syun-Ichi Akasofu. Han definierade substormen i termer av hur norrskenets globala struktur ändras. Kopplingen till lagring och frigörelse av magnetisk energi i magnetosvansen har gjorts senare.

## Synliga effekter

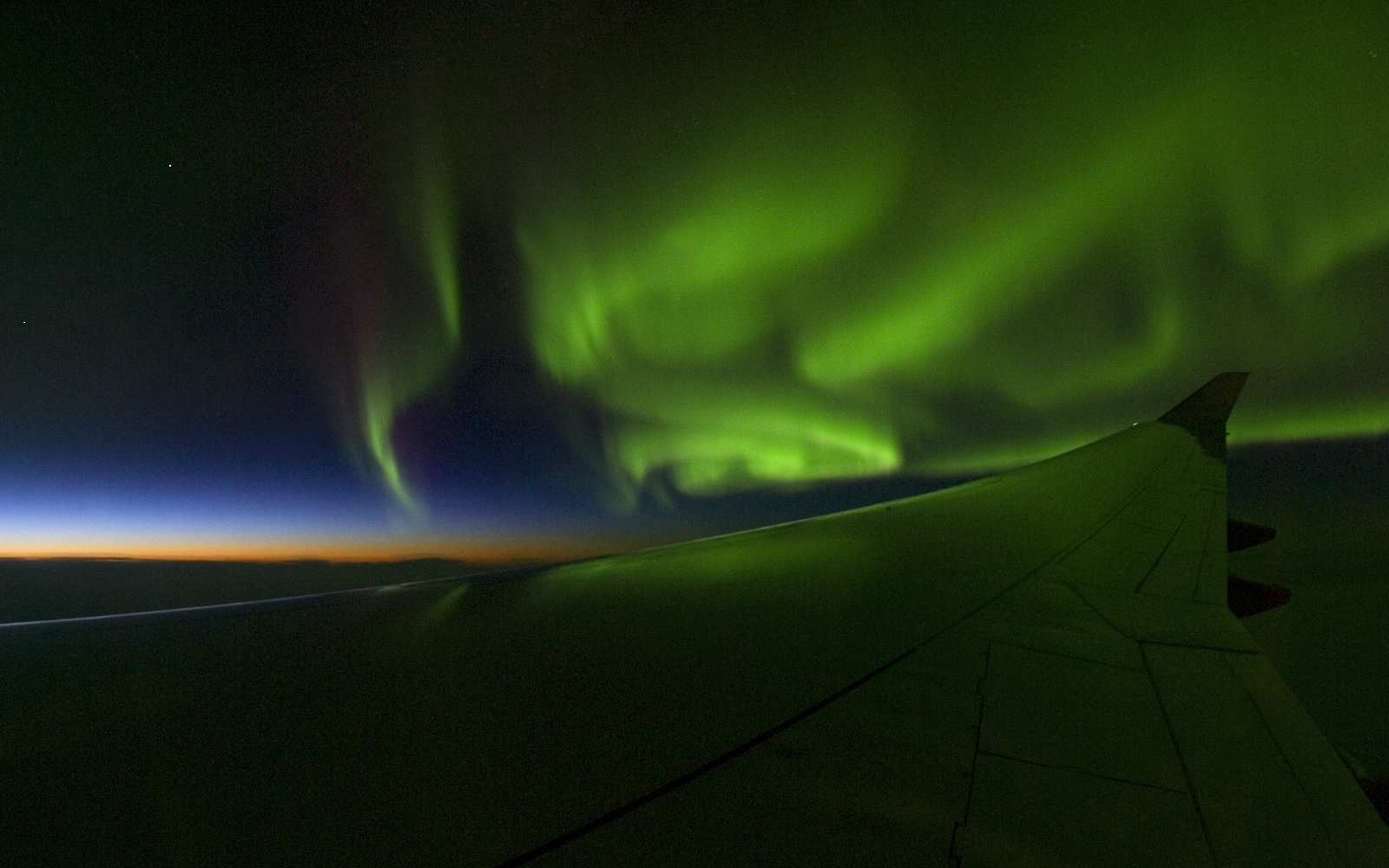
Substormar kan ge magnifika norrskensutbrott.

För en observatör på marken syns substormen som en plötslig och kraftig ökning av polarskenets intensitet och aktivitet. En lugn norrskensbåge kan plötsligt dela sig i många, som varierar snabbt, rör sig och kan fylla hela himlen. Förloppet kan upprepas flera gånger under en natt. Förloppet blir extra tydligt om man snabbspolar en filminspelning från en firmamentkamera, som exempelvis i denna film på Youtube, där den första substormen uppträder efter 1 min 15 sek speltid.

## Mekanism

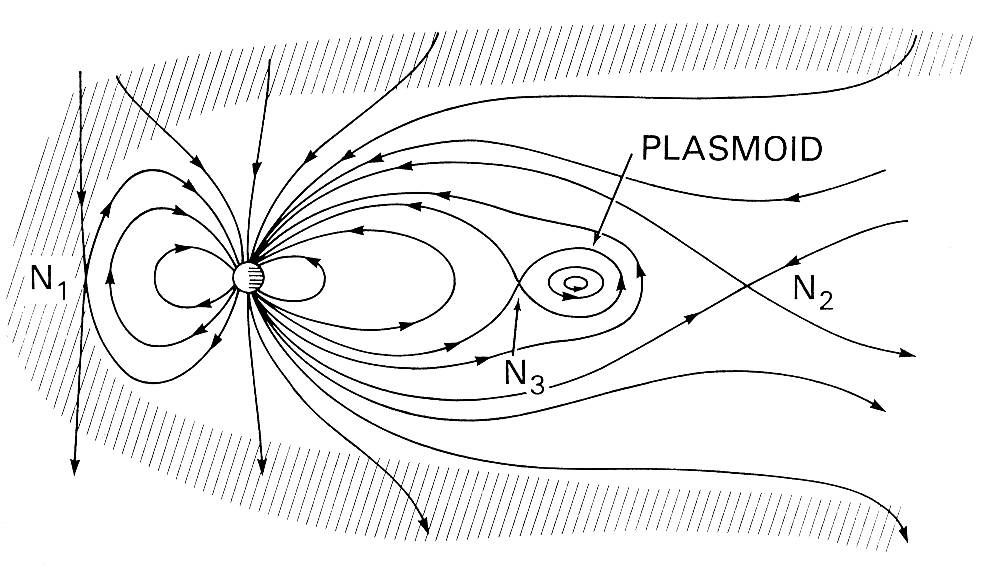
Skiss över substormens ursprung i magnetosfären. Solvinden blåser från vänster i figuren.

Substormar är föremål för aktiv forskning, men några huvuddrag i deras fysik står numera klara. Om det interplanetära magnetfältet (IMF) är sydriktat sker rekonnektion på magnetopausens dagsida (N1 i figuren till höger) där IMF och jordens magnetfält är motriktade. Magnetfältet är "infruset" i solvinden och dras därför av denna till nattsidan, där det magnetiska flödet därför ökar. Så småningom leder detta till en instabil situation i magnetosvansen, rekonnektion sätter in vid N3 i bilden och den upplagrade magnetiska energin frigörs i en substorm. Som en effekt av detta lossnar en magnetisk bubbla kallad en plasmoid från magnetosfären och försvinner iväg (mot höger i bilden).